# Diocèse d'Aversa
Le diocèse d'Aversa (en latin : Diœcesis Aversana ; en italien : Diocesi di Aversa) est un diocèse de l'Église catholique en Italie, suffragant de l'archidiocèse de Naples et appartenant à la région ecclésiastique de Campanie.

## Territoire
Il est à cheval sur deux provinces : une partie de la province de Caserte, l'autre partie de cette province étant partagé par l'archidiocèse de Capoue
et les diocèses d'Isernia-Venafro, de Teano-Calvi, de Cerreto Sannita-Telese-Sant'Agata de' Goti, de Caserte, d'Alife-Caiazzo, de Sessa Aurunca, et de Sora-Cassino-Aquino-Pontecorvo. L'autre partie dans la ville métropolitaine de Naples dont l'autre partie est dans les archidiocèses de Naples et de Sorrente-Castellammare di Stabia et les diocèses de Nole, de Pouzzoles et d'Acerra. Son territoire couvre une superficie de 361 km2 divisé en 96 paroisses regroupées en 8 archidiaconés. L'évêché est dans la ville d'Aversa où se trouve la cathédrale de saint Paul apôtre.
Le diocèse possède deux basiliques mineures : la basilique Saint-Tammaro-Évêque de Grumo Nevano (it) et la basilique San Sossio Levita e Martire de Frattamaggiore.

## Histoire
Le diocèse est érigé en 1053 par le pape Léon IX à la demande des souverains normands sur le territoire de celui de l'ancien diocèse d'Atella (it) auquel sont incorporées des parties ultérieures des territoires des diocèses supprimés de Cuma (it) et de Miseno (it). Le premier évêque, Azzolino, est consacré par le pape lui-même, qui reconnaît le nouveau comté d'Aversa et l'autorité des Normands. Après Azzolino, les évêques sont historiquement documentés : Goffredo (1071-1080), Guitmond (1088-1094) et Giovanni I (1094-1101). Les premiers évêques d'Aversa portent indifféremment les titres d'évêques d'Aversa ou d'Atella.
En 1120, le diocèse obtient du pape Calixte II l'exemption de la juridiction métropolitaine et devint immédiatement soumis au Saint-Siège. Cette exemption est cependant contestée à plusieurs reprises et les papes doivent rappeler ce privilège comme Boniface VIII qui reprend littéralement la bulle de Callixte II en 1298. De nombreux évêques d'Aversa seront également cardinaux comme Simone Paltineri (1254-1256) et Leonardo Patrasso (1297-1299).
Dans la période post-tridentine, certains évêques se distinguent pour appliquer les dispositions du concile de Trente. Giovanni Paolo Vassallo (1474-1500) avait déjà renouvelé la vie liturgique du diocèse en imprimant un bréviaire diocésain. Balduino de Balduinis (1554-1582) fonde en 1566 le séminaire diocésain qui est ensuite transféré dans un nouveau bâtiment par le cardinal Innico Caracciolo (1697-1730). Pietro Orsini (1591-1598) organise le premier synode diocésain, fait une visite pastorale du diocèse et promulgue les constitutions capitulaires. Bernardino Morra (1598-1605) réorganise la liturgie et l'administration, créa la Fraternitas, première école de catéchèse, les prêtres de missions, les prébendes théologiques et pénitentiaires.
Le XVIIe siècle est marqué par la dynastie Carafa qui donne successivement quatre évêques au diocèse de 1616 à 1697, dont deux, Charles Ier et Charles II, sont également des nonces apostoliques. Leur empreinte principale est l'enrichissement architectural et liturgique de la cathédrale d'Aversana ; ils font venir les jésuites pour gérer la direction du séminaire, ils introduisent la grammaire et la philosophie et promeuvent également le culte eucharistique, la liturgie et la musique sacrée.
Le XVIIIe siècle s'ouvre sur le long épiscopat d'Innico Caracciolo (1697-1730) qui se distingue par la réforme du séminaire et des études ecclésiastiques, avec la création de chaires stables de grammaire, rhétorique, latin, grec, hébreu, philosophie, histoire, théologie, droit canonique et civil (In utroque jure), liturgie, chant grégorien. Le même évêque est responsable de la reconstruction de la cathédrale, de nombreuses visites pastorales dans le diocèse et de la convocation d’un nouveau synode diocésain.
Au XIXe siècle, les évêques doivent faire face aux problèmes et aux affrontements politiques et idéologiques qui précèdent l’unité italienne. L'évêque Agostino Tommasi (1818-1821) est victime de ces luttes. Domenico Zelo (1855-1885) est accusé d'être pour les Bourbons mais se distingue par sa préparation théologique, qui lui vaut une place d'honneur au premier concile œcuménique du Vatican où il défend brillamment l'infaillibilité et la primauté pontificale. À la fin du siècle, il convient de mentionner l'œuvre social de l'évêque Carlo Caputo (1886-1897), avec la création de l'œuvre des congrès.
En 1922, Settimio Caracciolo organise un nouveau synode diocésain, tandis qu'en 1935, Carmine Cesarano prépare le premier congrès eucharistique diocésain. Une controverse éclate dans l'après-guerre entre les évêques d'Aversa et de Pouzzoles au sujet des frontières de leurs diocèses. Elle est résolue par le Saint-Siège en 1957, en décidant de faire coïncider les limites des deux sites avec celles des municipalités de Pouzzoles et de Giugliano. En 1979, le diocèse perd son indépendance ecclésiastique séculaire et devint une partie de la province ecclésiastique de l'archidiocèse de Naples. La même année, l’institut des sciences religieuses d’Aversa est fondé comme école de théologie pour laïcs, devenu institut des sciences religieuses en 1986. Le 19 mars 1994, le prêtre diocésain Don Giuseppe Diana (it) est assassiné par la Camorra dans la sacristie de son église de Casal di Principe pour son engagement contre la mafia.

## Agressions sexuelles
Le prêtre Michele Mottola du diocèse d'Aversa, est arrêté en 2019 à Trentola Ducenta,  accusé d'agressions sexuelles sur sur une jeune fille de 12 ans. Jugé coupable en 2020, il est condamné à 9 ans de prison,. En 2024, le prêtre Livio Graziano, du diocèse d'Aversa, est condamné à 8 années de prison pour l'agression sexuelle d'un enfant.

## Sources
- « Diocese of Aversa »